# 東林七君子
東林黨七君子、東林七君子，是明代天啟年間被魏忠賢陷害而死的七位東林黨大臣，即高攀龍、周順昌、周起元、繆昌期、李應昇、周宗建、黃尊素等七人。除了高攀龍自溺而卒，其餘六人被閹黨虐殺於詔獄中。

## 簡介
天啟四年（1624年），楊漣、左光斗、魏大中、袁化中、周朝瑞、顧大章等東林六君子彈劾魏忠賢，天啟帝不信。六君子反遭魏忠賢閹黨指控受熊廷弼賄賂，皆被收入詔獄拷打，其中五人遭到錦衣衛許顯純、田爾耕打死，顧大章自縊而死。
天啟六年（1626年），東林七君子也遭到魏忠賢陷害，魏忠賢命人偽造織造太監李實的疏摺，告發高攀龍、周起元等貪污白銀十餘萬兩，高攀龍不願受辱，投水自盡，魏忠賢派錦衣衛到蘇州捉的周順昌，由於周順昌平日有德於民，逮捕時激起民憤，上萬民眾上街拉扯，要劫出周順昌，事件中兩名錦衣衛被打死，閹黨大怒，搜捕犯人，後來有五位鄉民出面頂罪，以避免閹黨屠殺蘇州百姓，蘇州人甚為感佩，立了「五人之墓」，香火奉祀。復社領導人張溥《五人墓碑記》就是紀念這五人的作品。